# Toon Hagen
Toon Hagen (Utrecht, 12 december 1959) is een Nederlands organist, componist en cantor.

## Studies
Toon Hagen kreeg zijn eerste orgellessen van Egbert Klein. Hierna ging hij naar het Koninklijk Conservatorium in Den Haag, waar hij als hoofdvak orgel studeerde bij Rienk Jiskoot en als bijvak kerkmuziek. Hij behaalde hier zijn diploma's Docerend en Uitvoerend Musicus. Tot slot volgde hij nog een studie improvisatie bij Bert Matter aan het conservatorium in Arnhem.

## Loopbaan
Hagen is medeoprichter van het orkest Musica Michaelis in Zwolle, waar hij tot juni 2010 artistiek leider van was. Hij is tot op heden cantor-organist aan de Sint-Michaëlskerk in Zwolle, waar hij de Michaëlscantorij leidt. Tevens werd hij in 2019 benoemd als organist van de Grote Kerk in Apeldoorn, waar hij Wout van Andel, respectievelijk Jan van Gijn, opvolgde.
Hagen heeft een eigen privé-orgellespraktijk. Ook componeert hij motetten, liedbewerkingen voor zangkoren. Van hem zijn ook acht cd's uitgebracht die werden opgenomen op verschillende kerkorgels in Nederland. Zo bracht hij in 2009 de cd Canto Ostinato uit die werd bespeeld op het Schnitgerorgel van de Sint-Michaëlkerk in Zwolle en in 2009 verscheen zijn cd Prière dat werd bespeeld op het Adema-orgel in de Basiliek van de Heilige Kruisverheffing in Raalte. Samen met tekstschrijver Sytze de Vries bracht hij de cd Koester de namen uit.

## Cd's
- 1997 - Bader orgel - werken van Bert Matter, Gerrit Wielenga en Toon Hagen
- 2003 - Grote orgelmis, J.S. Bach i.s.m. het Wassenaars Kamerkoor
- 2006 - Ach wie flüchtig, ach wie nichtig
- 2009 - Canto Ostinato i.s.m. Simeon ten Holt
- 2000 - Johann Sebastian Bach
- 2002 - Musica Michaelis 1
- 2008 - Musica Michaelis 2
- 2009 - Prière
- 2017 - Koester de namen - Gedachteniscantate

## Bladmuziek
- Shalom (1997) & Vater unser im Himmelreich (1993)
- 3 Hymnen voor orgel (2010)
- Fantasie II - Victimae paschali laudes (2010)
- Nun komm, der Heiden Heiland (2013) / Fantasie III - Licht dat ons aanstoot (2013)
- Fantasie IV - Listen (2014)
- Dominus illuminatio - Fantasie VI (2014)
- Domine, Dominus noster - Partita en Fantasie V, vrij naar motieven uit de melodie van Psalm 8 (2014)
- Intermezzi I-V voor piano (2017)
- Hope - Fantasie VII - vrij n.a.v. motieven uit Psalm 43 (2017)
- Quemadmodum - Partita Psalm 42 (2017)
- Alles wat over ons geschreven is - partita (2018) / O liefde die verborgen zijt - partita (2018)
- Adeste Fideles - variaties en zettingen (2018)
- Orgelwerk Liederen 1 - Adventstijd - voorspelen, intonaties en zettingen bij kerkliederen (2020)
- Orgelwerk - Psalm 1 t/m 15 - voorspelen, intonaties en zettingen bij psalmen (2020)
- Orgelwerk - Psalm 16 t/m 30 - voorspelen, intonaties en zettingen bij psalmen (2020)
- Triptique 'Judica me, Deus' - Aria, Trio en Movement bij Psalm 43 (2020)